# Kinlochleven
Kinlochleven, en gaélique écossais Ceann Loch Lìobhann, est un village du Royaume-Uni situé en Écosse dans les Highlands et le district de Lochaber. Placé sur le West Highland Way, il vit surtout du tourisme. Le centre national d'escalade sur glace, Ice Factor, y est également situé.

## Sports
Le village accueille le Skyline Scotland en septembre depuis 2015.